# Westmanland
Westmanland város az USA Maine államában, Aroostook megyében. Lakosainak száma 79 fő (2020. április 1.).

## Népesség
A település népességének változása:

| 2010 | 62 |
| 2020 | 79 |